# Павловский, Фёдор Илларионович
Фёдор Илларио́нович Павло́вский (бел. Фё́дар Іларыё́навіч Паўло́ўскі; 27 ноября 1908 — 6 апреля 1989) — участник советско-финской и Великой Отечественной войны, партизан, полковник. Наряду с Тихоном Бумажковым — один из первых партизан, удостоенных звания Героя Советского Союза (август 1941 года).

## Биография
Родился 27 ноября 1908 года в селе Михайловка, ныне Запорожской области Украины, в крестьянской семье. Украинец.
Окончил неполную среднюю школу, курсы советского строительства в Москве. Работал забойщиком на шахте Грузская в Донбассе. Член ВКП(б) с 1932 года.
В Красной армии с 1930 года. В 1940 году окончил курсы политсостава. Участвовал в боях с японцами у озера Хасан в 1938 году, в советско-финской войне. Участник Великой Отечественной войны с 1941 года.
В начале июля 1941 года Ф. И. Павловский вместе с 1-м секретарём Октябрьского районного комитета Компартии Белоруссии Полесской области БССР Т. Бумажковым организовал в этом районе партизанский отряд «Красный Октябрь», в том же месяце став командиром этого отряда.
Указом Президиума Верховного Совета СССР «О присвоении звания Героя Советского Союза тт. Бумажкову Т. П. и Павловскому Ф. И., особо отличившимся в партизанской борьбе в тылу против германского фашизма» от 6 августа 1941 года за «образцовое выполнение боевых заданий командования на фронте борьбы с германским фашизмом и проявленные при этом отвагу и геройство» Ф. И. Павловскому присвоено звание Героя Советского Союза с вручением Ордена Ленина и медали «Золотая Звезда».
С января 1942 года Ф. И. Павловский — командир партизанского соединения (известное как «гарнизон Ф. И. Павловского» или Полесское партизанское соединение). Под его руководством 14 января 1942 года был разгромлен крупный гарнизон немцев в деревне Ветчин Житковичского района, а спустя несколько дней был навсегда освобожден от фашистской оккупации первый райцентр БССР — Копаткевичи (ныне городской посёлок в составе Петриковского района Гомельской области). Позже партизаны Павловского деоккупировали территории Октябрьского, Житковичского, Петриковского и Глусского районов. В мае 1942 года — мае 1944 года — командир 123-й партизанской бригады имени 25-й годовщины Белорусской ССР. В 1943 году — мае 1944 года член подпольных Полесского обкома и Октябрьского райкома КП(б) Белоруссии.
С июля 1944 — в запасе. В 1945—1966 годах — на руководящей работе. Жил в Минске.
Умер 6 апреля 1989 года. Похоронен в родном посёлке Михайловка.

## Награды и звания
Награждён орденом Ленина, орденами Октябрьской Революции, Отечественной войны I степени(1985), Красной Звезды, медалями.

## Память
- Его именем названы улица в Заводском районе Минска, улица и переулок в Октябрьском (Гомельская область).
- Стела с барельефом Ф. И. Павловского на Аллее Героев в г. п. Октябрьский (Гомельская область).
- В ноябре 2023 года в г. п. Октябрьский (Гомельская область) открыт мурал Ф. И. Павловскому. Размещён на фасаде одного из жилых домов, расположенных на въезде в г. п. Октябрьский[4].
- Имя Героя носит экологический студенческий отряд «Вектор», работающий на базе Октябрьского лесхоза.
- В Белорусском государственном музее истории Великой Отечественной войны хранятся страницы воспоминаний Ф. И. Павловского, аттестационный лист и другие документы, в зале № 7 экспонируются его автомат и кавалерийская шашка[5].
- В Центре истории и культуры Октябрьского района хранятся материалы, посвящённые Ф. И. Павловскому.